# Juan Carlos Paz (kompozytor)
Juan Carlos Paz (ur. 5 sierpnia 1901 w Buenos Aires, zm. 25 sierpnia 1972 tamże) – argentyński kompozytor i teoretyk muzyki.

## Życiorys
Uczył się w Buenos Aires u Roberto Nery’ego, Julesa Beyera i Constantino Gaito. Następnie studiował w Schola Cantorum de Paris u Vinceta d’Indy’ego. Był rzecznikiem awangardowych tendencji w muzyce, działał w promujących muzykę współczesną stowarzyszeniach Grupo Renovación (1929–1937), Conciertos de la Nueva Música (1937–1944) i Agrupación Nueva Música (od 1944). Popularyzował dzieła młodych, mało znanych wówczas artystów, zabiegał też o rozpowszechnianie nieznanych ówcześnie w Argentynie dzieł europejskiej awangardy. Publikował książki i krytyki muzyczne.

## Twórczość
Początkowo tworzył w stylistyce neoklasycznej, pod koniec lat 20. uzupełnionej o elementy atonalności i politonalności. Na początku lat 30. wprowadził do swojej techniki kompozytorskiej elementy jazzu. Punktem zwrotnym w jego twórczości był 1934 rok, kiedy to zwrócił się w stronę dodekafonii. Po 1964 roku zaprzestał komponowania.
Był autorem prac Introducción a la música de nuestro tiempo (Buenos Aires 1952), Schöenberg, o el fin de la era tonal (Buenos Aires 1954) i Alturas, tensiones, ataques, intensidades (Buenos Aires 1972).

## Ważniejsze kompozycje
(na podstawie materiałów źródłowych)

### Utwory orkiestrowe
- Poema heróico (1926)
- Canto de Navidad (1927)
- Movimiento sinfonico (1930)
- Passacaglia (1936)
- Preludio y fuga (1940)
- Rítmica ostinada (1952)
- Seis superposiciones (1954)
- Transformaciones canónicas (1955)
- Continuidad (1960)
- Estructuras 1962 na orkiestrę kameralną (1962)
- Música para piano y orquestra (1964)

### Utwory kameralne
- Tema y transformaciones na 11 instrumentów dętych (1929)
- Oktet dęty (1930)
- 3 sonatiny (I na klarnet i fortepian 1930, II na flet i klarnet 1932, III na obój i fagot 1933)
- Concierto No. 1 na flet, obój, klarnet, fagot, trąbkę i fortepian (1932)
- Concierto No. 2 na obój, trąbkę, 2 puzony, fagot i fortepian (1935)
- 4 Composiciónes dodecafónica: 1 na flet, rożek angielski i wiolonczelę (1934, zaginione), 2 na flet i fortepian (1935), 3 na klarnet i fortepian (1937), 4 na skrzypce (1938)
- Uwertura na 12 instrumentów (1936)
- 4 utwory na klarnet (1936)
- 3 Composiciónes en trio: 1 na flet, klarnet i fagot (1937), 2 na klarnet, trąbkę i saksofon altowy (1938), 3 na flet, obój i klarnet basowy lub fagot (1940, zrewid. 1945)
- Música na flet, saksofon i fortepian (1943)
- Dedalus 1950 na flet, klarnet, skrzypce, wiolonczelę i fortepian (1950–1951)
- Continuidad 1953 na fortepian i perkusję (1953–1954)
- 3 contrapunctos na klarnet, gitarę elektryczną, czelestę, trąbkę, puzon i wiolonczelę (1955)
- Invención na kwartet smyczkowy (1961)
- Concreción na flet, klarnet, fagot, róg, trąbkę, puzon i tubę (1964)

### Utwory fortepianowe
- Coral (1921)
- Preludio, coral y fuga (1923)
- 3 sonaty (1923, 1925, 1935)
- Tema con transformaciones (1928)
- 3 movimientos de jazz (1932)
- 10 piezas sobre una serie dodecafónica (1936)
- Núcleos (1964)

### Utwory organowe
- Galaxia 64 (1964)

### Utwory sceniczne
- Juliano Emperador, muzyka do sztuki Henrika Ibsena (1931)